# Église baptiste abyssinienne
L'église baptiste abyssinienne (anglais : Abyssinian  Baptist Church) est une megachurch chrétienne évangélique baptiste située à Harlem, New York, aux États-Unis, affiliée à la Convention baptiste nationale, USA et aux Églises baptistes américaines USA. Son pasteur principal est Kevin R. Johnson, Jr. Elle a une assistance de 4 000  personnes.

## Histoire
L'église est fondée en 1808 par seize afro-américains avec l'aide du pasteur Thomas Paul,. Ces derniers ont refusé d'avoir des sièges distincts des autres fidèles, en raison de la ségrégation raciale.
En 1854, l'église achète son premier bâtiment. 
En 1908, Adam Clayton Powell Sr. devint pasteur de l'église et assista en 1923 au déménagement de celle-ci dans le nord de la ville, sur la 138e rue. En 1937, lorsque Adam Clayton Powell Jr., le fils du précédent pasteur a succédé à son père, l'Abyssinian Baptist Church comptait 7,000 membres.
Au début des années 1930, le pasteur allemand Dietrich Bonhoeffer se rendit à l'église à plusieurs occasions et il put voir « sur le terrain » la lutte pour l'égalité des droits à une époque où les nazis prenaient le pouvoir en Allemagne.
En 1989, Calvin Otis Butts III (1949-2022) devient le 20ème pasteur principal d'Abyssinian et fonde l'Abyssinian Development Corporation,.
En 2017, l'église aurait une assistance hebdomadaire de 4 000 personnes .
En 2024, Kevin R. Johnson, Jr. est devenu pasteur principal de l’église .

## Abyssinian Development Corporation
En 1989, l’église a fondé l'Abyssinian Development Corporation (ADC), une organisation de développement communautaire pour le quartier d’Harlem qui construit des écoles et des logements principalement pour des résidents à faible revenu.